# Чемпионат СССР по тяжёлой атлетике 1976
51-й чемпионат СССР по тяжёлой атлетике прошёл с 10 по 15 мая 1976 года во Дворце спорта «Октябрьский» в Караганде (Казахская ССР). В нём приняли участие 158 атлетов, которые были разделены на 10 весовых категорий и соревновались в двоеборье (рывок и толчок).

## Медалисты
| Категория    | Золото                                         | Золото                 | Серебро                                          | Серебро                | Бронза                                        | Бронза                 |
| До 52 кг     | Геннадий Петров Вооружённые Силы Москва        | 237,5 кг (105 + 132,5) | Александр Сеньшин Вооружённые Силы Ворошиловград | 230 кг (95 + 135)      | Адам Гнатов «Локомотив» Львов                 | 227,5 кг (97,5 + 130)  |
| До 56 кг     | Геннадий Четин Вооружённые Силы Пермь          | 247,5 кг (107,5 + 140) | Александр Берлезов «Динамо» Волгоград            | 245 кг (102,5 + 142,5) | Рафаил Беленков «Спартак» Минск               | 245 кг (105 + 140)     |
| До 60 кг     | Владимир Головко «Буревестник» Новосибирск     | 275 кг (115 + 160)     | Николай Колесников «Труд» Ростов-на-Дону         | 275 кг (120 + 155)     | Иван Казаков Вооружённые Силы Челябинск       | 275 кг (122,5 + 152,5) |
| До 67,5 кг   | Сергей Певзнер Вооружённые Силы Ростов-на-Дону | 305 кг (132,5 + 172,5) | Вячеслав Андреев «Буревестник» Омск              | 300 кг (127,5 + 172,5) | Юрий Твердовский «Труд» Омск                  | 300 кг (132,5 + 167,5) |
| До 75 кг     | Валерий Смирнов Вооружённые Силы Ленинград     | 342,5 кг (150 + 192,5) | Виктор Лысенко Вооружённые Силы Хабаровск        | 332,5 кг (152,5 + 180) | Валентин Михайлов «Авангард» Ворошиловград    | 332,5 кг (147,5 + 185) |
| До 82,5 кг   | Александр Зюзин «Буревестник» Львов            | 347,5 кг (150 + 197,5) | Геннадий Бессонов «Спартак» Шахты                | 345 кг (150 + 195)     | Владимир Жиляев «Мехсул» Баку                 | 340 кг (147,5 + 192,5) |
| До 90 кг     | Давид Ригерт «Труд» Шахты                      | 400 кг (180 + 220)     | Сергей Полторацкий Вооружённые Силы Киев         | 392,5 кг (175 + 217,5) | Адам Сайдулаев Вооружённые Силы Грозный       | 380 кг (170 + 210)     |
| До 100 кг    | Алым Ачичаев «Труд» Ростов-на-Дону             | 380 кг (172,5 + 207,5) | Владимир Кононов «Труд» Новокуйбышевск           | 375 кг (160 + 215)     | Николай Колесник Вооружённые Силы Хмельницкий | 375 кг (170 + 205)     |
| До 110 кг    | Юрий Зайцев «Енбек» Темиртау                   | 395 кг (172,5 + 222,5) | Валерий Фалёв «Колос» Ивано-Франковск            | 395 кг (175 + 220)     | Павел Первушин Вооружённые Силы Ленинград     | 387,5 кг (167,5 + 220) |
| Свыше 110 кг | Василий Алексеев «Труд» Рязань                 | 435 кг (185 + 250)     | Валентин Кузьмин «Динамо» Волгоград              | 422,5 кг (182,5 + 240) | Султан Рахманов «Авангард» Днепропетровск     | 420 кг (185 + 235)     |